# Берковец
Бе́рковец (ранее берковеск, др.-рус. бьрковьскъ «бьёркёйский», от древнерусского названия старинного шведского торгового города Бьёркё) — старорусская единица измерения массы, равная 10 пудам ≈ 164 кг.
Первоначально употреблялась преимущественно для взвешивания воска. Упоминается в уставной грамоте новгородского князя Всеволода Мстиславича, данной общине купцов-вощаников «Ивановское сто», торговавших воском и мёдом при передаче им церкви Иоанна Предтечи на Петрятине дворище в Новгороде, в 1134 году.
Впоследствии встречается в новгородских и псковских летописях. В старорусской берестяной грамоте № 52 упоминается «полутора бѣрковка».